# Muerte a crédito (Novela)
Muerte a crédito (en francés: Mort à crédit) es una novela del autor Louis-Ferdinand Céline, publicada en 1936.
En Muerte a crédito, Ferdinand Bardamu, el alter ego de Céline en Viaje al fin de la noche, es un médico en París que trata a personas pobres que rara vez le pagan pero que aprovechan al máximo su disponibilidad.
La acción no es continua, sino que retrocede en el tiempo a recuerdos anteriores y, a menudo, pasa a la fantasía, especialmente en las escapadas sexuales de Ferdinand; el estilo se vuelve deliberadamente más tosco y las oraciones más concisas para emular las tragedias parisinas cotidianas: luchas para ganarse la vida, quebrantos de salud, enfermedades venéreas, las historias de familias cuyo destino está gobernado por su propia estupidez, malicia, lujuria y codicia.
Céline da vida en esta novela a una impresionante galería de fracasados e inadaptados, incluidos el padre Gorloge, el señor Merrywin, sin olvidar a los padres del autor y, en particular, al inventor Roger-Marin Courtial des Pereires y su esposa. Quizá el personaje más recordado de la obra de Céline (después de Ferdinand Bardamu y otros alter ego del autor), Courtial, un erudito extravagante pero universal -y una figura a la vez brillante y grotesca- que está inspirado en Raoul Marquis (más conocido como Henry de Graffigny), a quien Céline conoció al final de la Primera Guerra Mundial, cuando ambos fueron contratados por la Fundación Rockefeller y viajaron juntos a Bretaña para la campaña contra la tuberculosis.

## En la cultura popular
Se hace referencia a la novela en el primer capítulo autobiográfico de Matadero cinco del autor norteamericano y veterano de la Segunda Guerra Mundial Kurt Vonnegut, así como en Jarhead de Anthony Swofford.
En la película de 1998 Wild Things, dirigida por John McNaughton, la policía se encuentra con el personaje de Suzie Marie Toller (Neve Campbell) mientras lee una edición de bolsillo de Muerte a crédito, una indicación sutil de la actitud del personaje y su papel en la trama.